# نيكولاس إيلين
نيكولاس إيلين (بالألمانية: Nikolaus Ehlen)‏ (من مواليد 9 ديسمبر 1886 في غراتش آن دير موسيل، توفي في 18 أكتوبر 1965 في فلبرت) مدرسًا سلاميًا ألمانيًا. كان رائدًا كاثوليكيًا في زيلبستيلفي-زيدلونسباو، والتي كانت حركة لمساعدة العمال في الحصول على منازلهم.

## حياته
وُلد نيكولاس إيلين ابن مزارع نبيذ في غراتش آن دير موسيل بالقرب من بيرنكاستل. شعر بالفعل في شبابه برغبة أن يصبح كاهنًا، وبعد حصوله على شهادة الأبيتور، التحق في بريستر غمنازيوم (معهد التعليم العالي للأشخاص الذين يرغبون في أن يصبحوا كهنَة) في ترير. بعد فصلين دراسيين من دراسة اللاهوت، غيّر خططه والتحق بجامعة مونستر للفيزياء والكيمياء والرياضيات والفلسفة. كان طالبًا لدى جوزيف غايزر. بعد نجاحه في امتحان الدولة الألماني وترفّعه، عمل في هونسوليرن – غمنازيوم في زيغمارينغن بصفته مقيّم الدراسة (بالألمانية: ستودينأسيسور) (بعضٌ من مراتب المعلمين). شارك في الحرب العالمية الأولى منذ نوفمبر 1916 بصفته متطوعًا في الشامبين وفي فردان. بعد ذلك، واصل عمله بصفته مستشار في زيغمارينغن حتى قبل أن يشغل منصب معلم كبير (بالألمانية: أوبرليغر) ومعلم دؤوب (بالألمانية: ستودينرات) (وهي مراتب أعلى من المعلم) للرياضيات والكيمياء في مدينة فلبرت. وكان من المهم له، متأثرًا بكتابات فريدريش ويلهلم فورستر، أن يعلّم طلابه المعرفة الذاتية و«التعلم الذاتي». يتجسد «إصلاح التعليم» (بالألمانية: ريفورمبيداغوغك) (حركة الإصلاح في التدريس التي كانت في ألمانيا في هذا الوقت استبدادية إلى حدٍ كبير وتأخذ أسلوب عسكري) في الحكاية التالية كما روى بنفسه:
في يومٍ من الأيام، كان هناك رسم كاريكاتوري مرسوم على اللوح الأسود في أوبرتيتيا [الصف التاسع]. جاء المدير (ذو معطف اعباءة السوداء والياقة البيضاء المتلألئة) إليَّ غاضبًا: «يا له من عار لهذا الصف والمدرسة! سنجد من رسم هذه اللوحة. وسيُعاقب بشدة». وطلبتُ من المدير حرية كاملة في التحقيق. ثم تحدثت إلى صفي المدرسي. أثنيت على اللوحة المصنوعة بشكل جيد «ولكن هذا الأمر كله لابد أنه سيكون مؤلمًا جدًا للبروفسور العجوز ( في هذه الأثناء دعا المعلمين البروفسور) الذي صُور على اللوح الأسود! أنت محترم أكثر من ذلك لتُوجه لك إهانة كهذه. بعد ظهر اليوم، أتوقع أن يكون الطالب الذي رسم هذه اللوحة في شقتي». وذهب الطالب بالفعل. وقررنا معًا عقابه. من هذا اليوم وصاعدًا، حصلت على الثقة المطلقة من المدير العجوز ومن صفي.

## عائلته
كان لديه ثمانية أطفال (ماريا، لودفيغ، روث، نوربرت، إليزابيث، يوهانس، غينوفيفا (فيفا)، ونيكولاوس) من زواجه من ماريا ستوميل.

## مواقفه السياسية
أدخل صديقه ومعلمه الأكبر إرنست ثراسولت، إيلين إلى أفكار حركة الشباب الكاثوليكية التي تشكلت قبل فترة وجيزة من الحرب العالمية الأولى، بالتوازي مع المجموعات الموجودة بالفعل من فاندرفوغل (حركة الطيور المهاجرة). أثبت إيلين نفسه مع تأثيره الدائم في هذه الحركة الشابة. استندت أقواله على «إصلاح الحياة» (بالألمانية: ليبنزريفورم) (حركة الإصلاح الألمانية التي انتقدت التصنيع وأرادت العودة «إلى الطبيعة») والموعظة على الجبل وكذلك على التقارب من الطبيعة والتعلق ببلده الأم.
وجد طريقه إلى فريدنزبوند دويتشر كاثوليكن (رابطة السلام الكاثوليكية الألمانية) تحت تأثير ثراسولت، وكان أيضًا عضوًا في إنترناتسونالر فيرزونانسبند (زمالة المصالحة الدولية، آي إف أو آر). في البداية، كان أيضًا عضوًا في زنترومسبرتاي (حزب الوسط الألماني، الحزب الكاثوليكي في الإمبراطورية وجمهورية فايمار)، لكنه طُرد لاحقًا. كان المرشح الرئيسي لمنصب كريستلي-سوزيالي رايخسبارتي للراديكالية المسالمة في انتخابات الرايخستاغ عام 1928. ومع ذلك، فإن 11.000 صوتًا التي حصل عليها لم تكن كافية لمقعد في البرلمان.
سخر منه النازيون بسبب موقفه السلمي الذي يهدف إلى المصالحة بين الأمم، واعتقلوه وحرموه من الكتابة. في عام 1933، احتُجز لفترة قصيرة، ووقع إعلانًا لإسقاط النظرة المسالمة لمجلة لوتسنروفي التي نشرها (في عام 1939، حُظرت تمامًا من قبل النازيين)، ولكن بقي بلا انقطاع، وهو ما نستطيع أن نشاهده من خلال خطابه في الدفاع، والذي نُشِر بعد وفاته في أجزاء. عاد ملازمًا للمدفعية، من الحرب العالمية الثانية.
أصبح ذو سلطة بصفته رائدًا في زيلبستيلفي-زيدلونسباو. الآلاف من العمال، الذين نُظموا في بلدة رينغ دويتشر زيدلر (آر دي إس)، مدينين له بمنازلهم المناسبة للعائلات على أرضهم الخاصة. اعترفت الدولة والكنيسة بجدارته. بعد وفاته في فلبرت في 16 أكتوبر 1965، احتفل آنذاك (وزير الإسكان) باول لوك في شقة داخلية (بالألمانية: وونانسباومنستر) بذكرى فعاليته في سياسات الإسكان في ألمانيا الغربية في فترة ما بعد الحرب.

## اقتباس
يجب ألا يُجبر أحد على الانضمام إلى الخدمة العسكرية ضد جلالة ضميره الشخصي.

## وصلات خارجية
- نصوص عن نيكولاس إيلين في فهرس مكتبة ألمانيا الوطنية